# Transzkaukázus
A Transzkaukázus, más néven Dél-Kaukázus földrajzi régió Kelet-Európa és Nyugat-Ázsia határán a Kaukázus déli részén, a mai Azerbajdzsán, Grúzia és Örményország területén.

## Földrajza
A Transzkaukázus, vagy Dél-Kaukázus területe a Kaukázus déli részén és síkvidékein terül el, az európai és ázsiai kontinensek határán. Délen a délnyugat-oroszországi kaukázusi fővonulattól Törökország és Örményország határáig, illetve a Fekete-tengertől Irán Kaszpi-tengeri partvidékéig terjed ki. A terület magába foglalja a Nagy-Kaukázus-hegység déli részét, az egész Kis-Kaukázus-hegységet, a Colchis-alföldet, a Kura-Aras-alföldet, a Qaradagh-ot, a Talis-hegységet, a Lankaran-alföldet, Dzsavahétit, valamint az Örmény-felföld keleti részét.

## Története
Már Hérodotosz és Sztrabón is megemlékezett a Kaukázus őslakos népeiről. A középkorban a fennmaradt írások különféle népek, köztük szkíták, alánok, örmények, hunok, kazárok, arabok, szeldzsuk törökök és mongolok hosszabb-rövidebb idejű letelepedését említik a Kaukázusban, mely népek itteni tartózkodása hatással volt a dél-kaukázusi népek kultúrájára. Ezzel párhuzamosan a Kaukázusban a közel-keleti befolyás nagyban elősegítette az iráni nyelvek és az iszlám vallás terjedését is.
A terület ókori királyságai közé tartozott többek között Kolkhisz, Urartu, Ibéria, Örményország és a Kaukázusi Albania is. Ezek a királyságok később különféle iráni birodalmakba épültek be, így többek között az Achaemenida, a Pártus és a Szászánida Birodalomba, ahol aztán a zoroasztrizmus lett az uralkodó vallás.
A kereszténység felemelkedése és a kaukázusi királyságok új vallásra való áttérése után a zoroasztrizmus jelentősége elhalványult, helyette a perzsa hatalom és befolyás miatt az iszlám vallás vette át a szerepet a térségben. Ezáltal a Dél-Kaukázus nemcsak a katonai, hanem a vallási konvergencia területe is lett, ami gyakran elkeseredett konfliktusokat indított el az egymást követő perzsa, később pedig a muzulmán uralom alatt álló birodalmakkal.
Az Irán, Oroszország és Törökország határán elhelyezkedő régió évszázadokon át a politikai, katonai, vallási és kulturális rivalizálás és terjeszkedés színtere volt.
A történelem során a különféle birodalmak, így az Óperzsa Birodalom, az Újasszír Birodalom, a pártusok, a rómaiak, a Szászánidák, a bizánciak, a mongolok, az oszmánok, az egymást követő irániak (Szafavidák, Afsáridák, Kádzsárok) és oroszok is uralták a régiót. E birodalmak mindegyike hitén és kultúráján keresztül is nyomot hagyott a területen. A Dél-Kaukázus nagy része rendszerint a különféle Iránon belüli birodalmak és az iráni világ egy részének közvetlen uralma alatt állt.
A 19. században a két orosz-perzsa háború következtében a Kádzsár-dinasztia uralta Iránnak visszavonhatatlanul át kellett engednie a régiót az észak-kaukázusi Dagesztán területeivel együtt az Orosz Birodalomnak.

## Fordítás
Ez a szócikk részben vagy egészben  a   South Caucasus című angol Wikipédia-szócikk fordításán alapul.  Az eredeti cikk szerkesztőit annak laptörténete sorolja fel. Ez a jelzés csupán a megfogalmazás eredetét és a szerzői jogokat jelzi, nem szolgál a cikkben szereplő információk forrásmegjelöléseként.